# USCGC Storis (WAGB-21)
USCGC Storis (WAGB-21) je střední ledoborec Pobřežní stráže Spojených států amerických. Postaven byl v letech 2010–2012 jako civilní ledoborec Aiviq, sloužící k podpoře těžby ropy. Roku 2024 jej zakoupila a převzala pobřežní stráž a do služby byl přijat v roce 2025. Storis je prvním novým ledoborcem pobřežní stráže od roku 1999, kdy byl zařazen ledoborec Healy. Jeho domovským přístavem je Juneau na Aljašce. Jméno Storis předtím nesl kutr USCGC Storis (WMEC-38), provozovaný stráží v letech 1942–2007.

## Historie

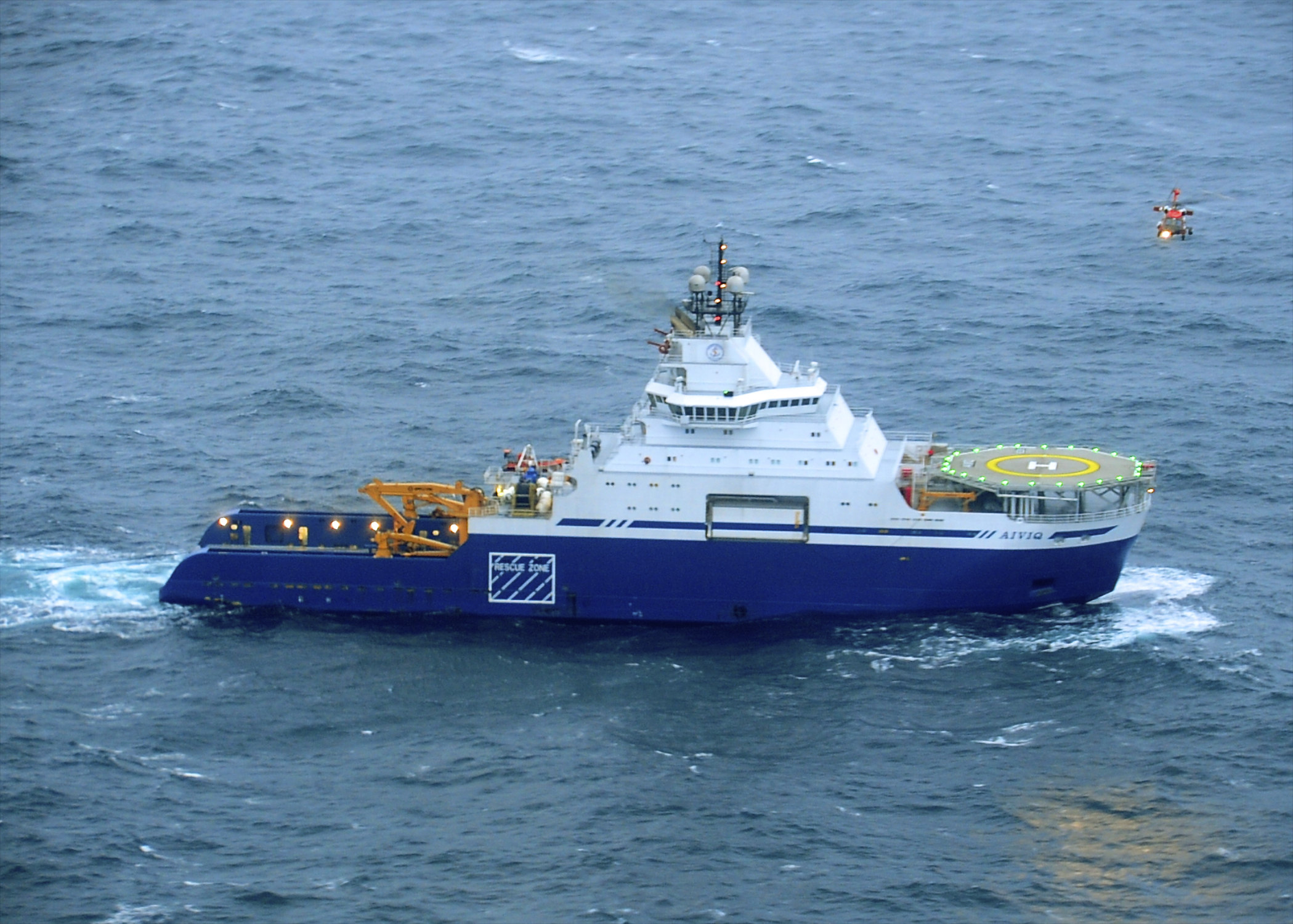
MV Aiviq

Ledoborec Aiviq byl objednán roku 2009 společností Edison Chouest Offshore z Lousiany. Roku 2010 byl založen jeho kýl, roku 2011 byl spuštěn na vodu a roku 2012 dokončen. Využíván byl v ropném průzkumu na Aljašce. Roku 2024 Aiviq za 125 milionů dolarů koupila americká pobřežní stráž. Dlouhodobě se totiž potýkala s nedostatkem ledoborců. Disponovala pouze starým velkým ledoborcem USCGC Polar Star (WAGB-10) a středním ledoborcem USCGC Healy (WAGB-20), ale pro plnění svých úkolů jich potřebovala více (až devět). Stavbu těžkých ledoborců třídy Polar Sentinel navíc provázela zdržení. Aiviq tak slouží jako provizorní řešení. Stráž jej převzala 23. prosince 2024 a podstoupila úpravy malého rozsahu v loděnici Bollinger Mississippi Repair v Pascagoule ve státě Mississippi. Do služby byl přijat 10. srpna 2025.

## Konstrukce

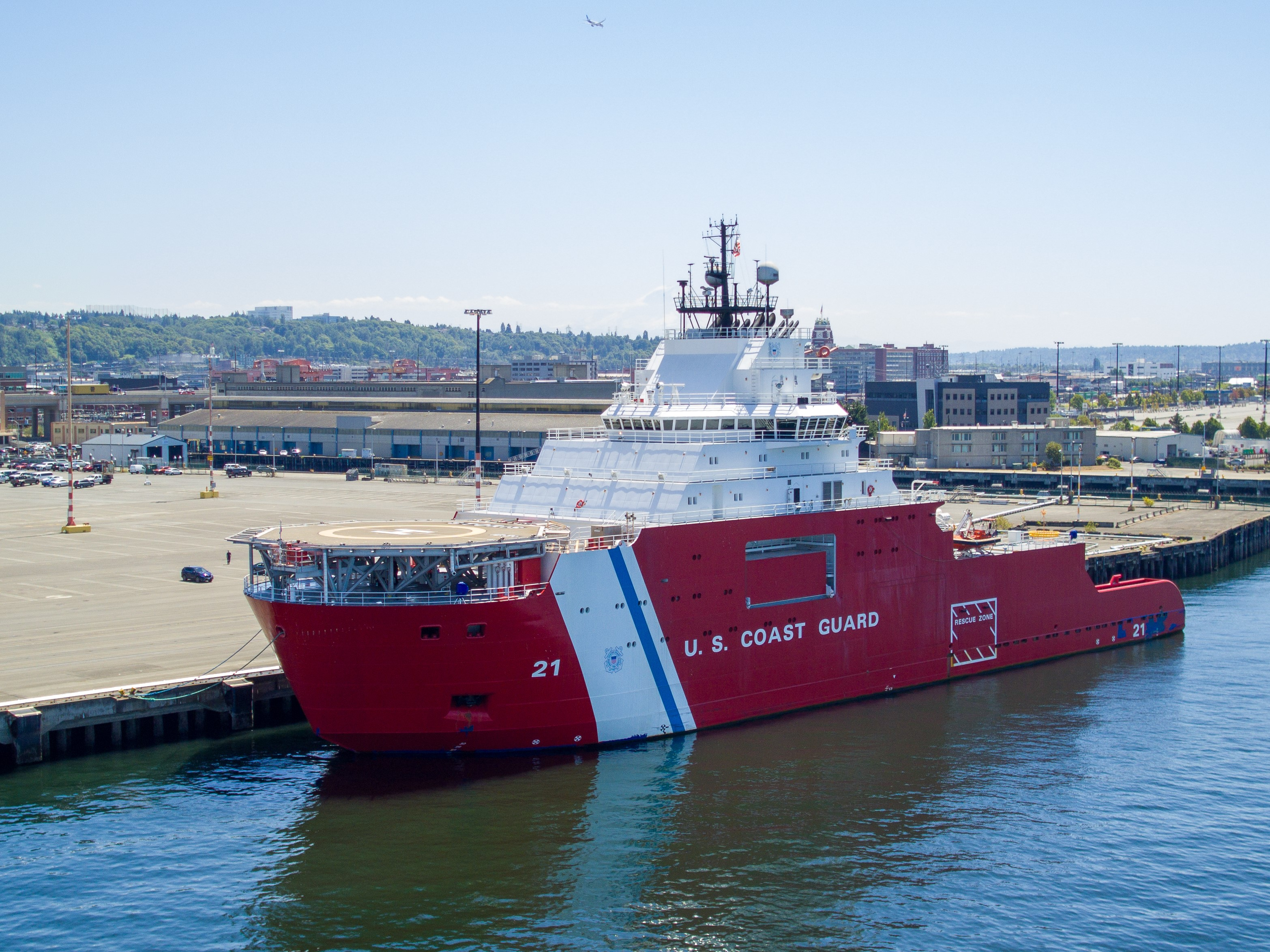
USCGC Storis (WAGB-21) v pobřežní strážní základně Seattle

Ledoborec má kajuty pro 64 osob. Je vybaven přistávací plochou pro vrtulník. Pohonný systém tvoří čtyři diesely Caterpillar C280-12. Nejvyšší rychlost na otevřeném moři dosahuje patnáct uzlů. Ledoborec může plout rychlostí pět uzlů ledem silným až jeden metr.